# 马鹿沟镇
马鹿沟镇，是中华人民共和国吉林省白山市长白朝鲜族自治县下辖的一个乡镇级行政单位。

## 行政区划
马鹿沟镇下辖以下地区：
马鹿沟社区、马鹿沟村、二十一道沟村、二十道沟村、二道岗村、龙岗村、十九道沟村、沿江村、万宝岗村、南尖头村、十八道沟村、太阳村、梨树沟村、小农场村、下二道岗村、龙泉镇村、果园村、河口新村和大梨树村。